# Den Beste Sykkel

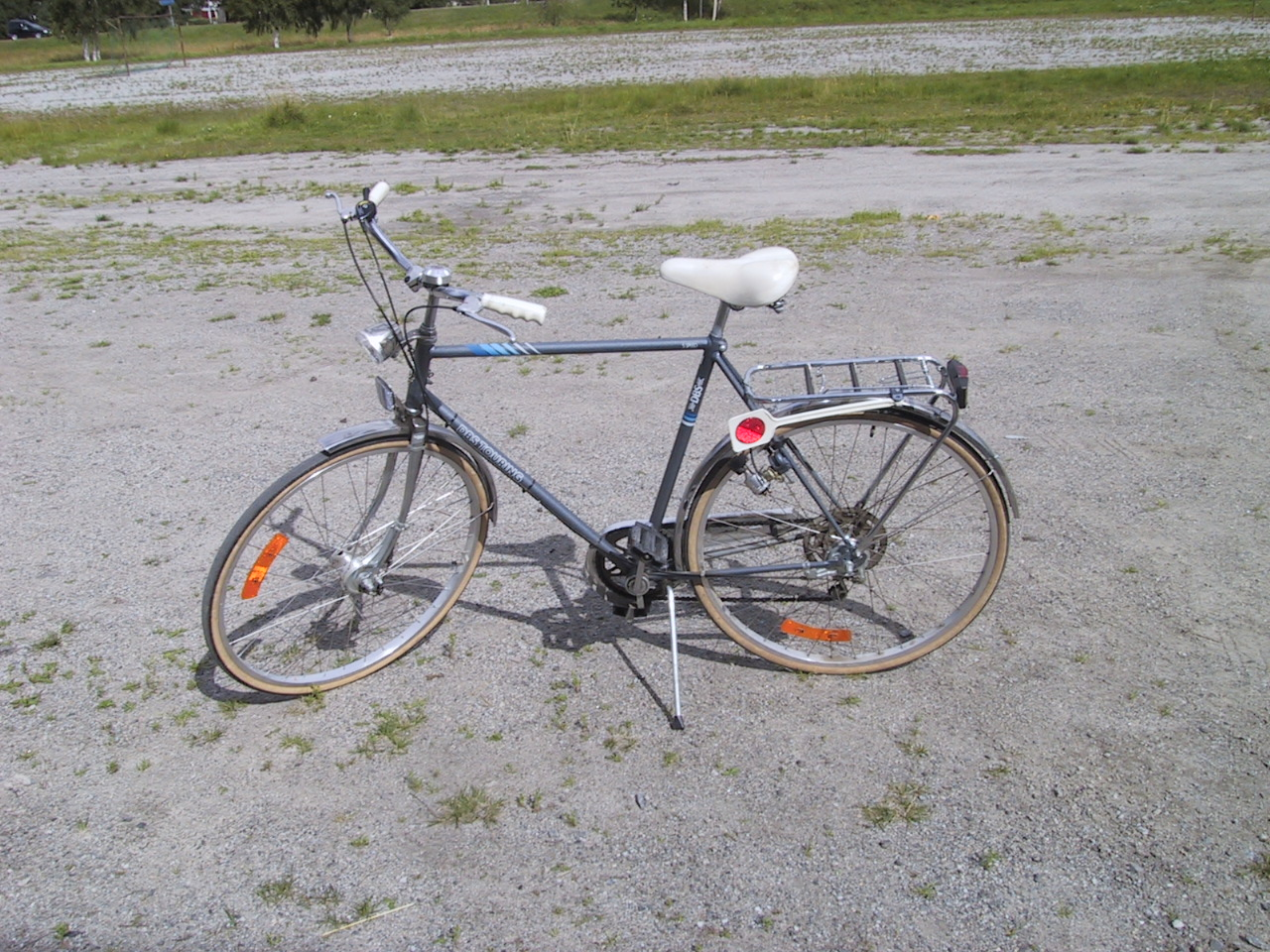
En DBS-cykel tillverkad på sena 1980-talet.

Den Beste Sykkel, mer känt som DBS, är ett norskt cykelmärke, som ursprunglig var tillverkad i Norge av Jonas Øglænd A/S som har huvudkontor i Sandnes. Numera är cyklarna tillverkade i Kina, men märket finns kvar.
Företaget grundades 1892 av Jonas Øglænd under namnet Øglænd Cyklelager. Man fick efter ett tag agenturen för den tyske cykeltillverkaren Hengstberg och senare det amerikanska cykelmärket The World. Cyklarna monterades i Norge, under namn som Viking och Fram. Sedan 1932 har det nuvarande varumärket DBS använts, efter ett namnförslag från en 12-årig pojke. DBS utläses Den beste sykkel (den bästa cykeln). 1972 stod DBS:s nya fabrik klar i Sandnes, men numera sker ingen tillverkning där.
1989 köptes DBS av Monark. Sedan 1996 ingår DBS tillsammans med bland andra Crescent och Monark i Cycleurope och företagets modeller är i dag mycket lika Crescents motsvarande modeller. Cykeltillverkningen är nedlagd i Norge men märket och bland annat produktutveckling finns kvar. Firman tillverkade förr även mopeder och motorcyklar under märket Tempo. Några av mopedmodellerna såldes i Sverige under DBS-märket, till exempel DBS Saxonette, DBS SPORT och DBS Panter.